# DEN 1048-3956
DEN 1048-3956 és una nana marró a uns 13 anys llum de la Terra en la constel·lació d la Màquina Prneumàtica, un dels objectes més propers a la Terra. És un objecte tènue en el cel, amb una magnitud aparent de 17.
El 2005 es va descobrir per radioastronomia una poderosa fulguració d'aquest objecte.